# 1 Piscium
1 Piscium är en vit underjätte i stjärnbilden  Fiskarna. 
1 Psc har visuell magnitud +6,11 och är synlig för blotta ögat vid god seeing. Den befinner sig på ett avstånd av ungefär 355 ljusår.